# 曹景行
曹景行（1947年8月21日—2022年2月11日），中國電視節目主持人、報刊編輯。

## 生平
1947年出生于上海，祖籍浙江金华兰溪。毕业于上海市市西中学，1968年起在皖南山区插队10年。1978年入复旦大学历史系。1982年进上海社会科学院世界经济研究所擔任助理研究员研究美國經濟，之後前往香港相繼擔任凤凰卫视时事评论员、凤凰卫视言论部总监、凤凰卫视主持人、凤凰卫视资讯台副台长、《亚洲周刊》撰述员/编辑/资深编辑/副总编辑、《明报》主笔、傳訊電視中天频道总编辑。在凤凰卫视主持《时事开讲》、《总编辑时间》、《口述历史》、《风范大国民》、《景行长安街》等节目，並策劃《锵锵三人行》。
2005年起，在北京清华大学新闻与传播学院担任高级访问学者。2009年，主持浙江电台交通之声《曹景行有话说》。從當年2月起在中央人民广播电台新闻综合频率中国之声早间黄金时段每日评述中國国内外时事新闻。2012年9月，主持江西卫视《深度观察》。辭任凤凰卫视職位後回到上海，擔任东方卫视两岸节目的特约评论员。2013年1月，與盧秀芳及王津元主持中天電視與東方衛視合作的節目《雙城記》，之后自2019年起担任《今晚60分》 嘉宾主持。
2020年初開始在bilibili經營自媒體，內容為人物訪談與歷史介紹，同年8月在长征医院體檢時發現胃癌，隨後開刀與化療；2022年2月7日其微信朋友圈與bilibili個人頻道最後一次更新，同年2月11日凌晨在上海因病逝世，享年75岁。

## 家庭
父亲曹聚仁是中國报人，在中國大陆時是鲁迅的好友，母親邓珂云中国抗日战争時代曾為战地记者。哥哥曹景仲1968年毕业于清华大学冶金系，文化大革命中被下放到工厂劳动，1970年因发生爆炸丧生。姐姐曹雷是上海电影译制厂配音演员。妻子蔡金莲是复旦大学78届化学系校友。

## 著作
- 《光圈中的凤凰》：上海辞书出版社2006年6月出版，ISBN 7532620182
- 《香港十年》：上海辞书出版社2007年6月出版，ISBN 9787532621842